# ABX-Test
Ein ABX-Test ist ein Blindtest in der Akustik, mit dem festgestellt werden kann, ob ein bestimmter Faktor in der Signalkette –  z. B. die Wirkung eines Audio-Codecs, ein Lautsprecherkabel etc. – einen hörbaren Einfluss auf das Audiosignal hat oder nicht.
Das Verfahren und die Bezeichnung stammen ursprünglich aus einer Publikation der Bell-Laboratorien von 1950.

## Durchführung
Die zwei zu prüfenden Audioquellen sind A und B. Beispielsweise kann A eine Audio-CD sein und B ein daraus erzeugtes MP3.
Der Testperson werden zunächst A und B präsentiert, wobei sie nicht weiß, welche Quelle jeweils dahinter steht. Dann wird ihr eine dritte Quelle X präsentiert, die zufallsbedingt entweder mit A oder B identisch ist. Die Testperson muss nun entscheiden, ob X der Quelle A oder der Quelle B entspricht. Dieser Vorgang wird mehrmals wiederholt, wobei A, B und X gewechselt werden. Empfohlen werden 10 bis 15 Durchgänge.

### Auswertung
- Liegt der Anteil richtiger Entscheidungen der Testperson bei etwa 50 Prozent, so entspricht das einem reinen Raten oder Würfeln. Daraus folgt, dass die Testperson keine sichere Zuordnung treffen kann, also keinen auswertbaren Unterschied zwischen A und B erkennt.
- Liegt der Anteil richtiger Entscheidungen deutlich über 50 Prozent, dann ist davon auszugehen, dass die Testperson einen Unterschied zwischen A und B erkennen und korrekt zuordnen kann.[4]
- Liegt der Anteil richtiger Entscheidungen deutlich unter 50 Prozent, dann erkennt die Testperson zwar einen Unterschied zwischen A und B, ordnet ihn jedoch falsch zu, d. h. sie hält A für B und B für A.

## Implementierungen
Es gibt Freeware, mit der man ABX-Tests selbst durchführen kann. Auch online sind ABX-Tests verfügbar. Diese Methode eignet sich z. B. dazu bei Audiocodecs zu testen, welche Bitrate eines Codecs nötig ist, damit man die verlustbehaftet komprimierte Audiodatei nicht mehr von der unkomprimierten Variante unterscheiden kann.
Wichtige Aspekte, um das Testergebnis nicht zu beeinflussen:
- Umschaltvorgänge müssen entweder unhörbar sein oder dürfen nicht zu einer Änderung des Klangbildes führen, d. h. der Moment des Quellenwechsels darf nicht erkennbar sein.
- A und B müssen phasensynchron sein.
- A und B müssen gleich laut klingen.

Im Allgemeinen wird vom ABX-Programm
- durch Kreuzkorrelation die Phasenverschiebung bestimmt (z. B. das MP3-File hängt 576 Samples hinter den PCM-File hinterher) und korrigiert,
- über Autokorrelation oder Lautheitsbestimmung die Lautstärke bestimmt (z. B. hat das MP3-File nur 98 % des Pegels) und korrigiert und
- Umschaltvorgänge werden durch digitales Überblenden durchgeführt, so dass diese selbst unhörbar bleiben.